# Voria signata
Voria signata är en tvåvingeart som först beskrevs av Walker 1861.  Voria signata ingår i släktet Voria och familjen parasitflugor. Inga underarter finns listade i Catalogue of Life.